# Робърт Удроу Уилсън
 Тази статия е за американския физик.  За президента на САЩ вижте Удроу Уилсън.  
Вижте пояснителната страница за други личности с името Робърт Уилсън.
Робърт Удроу Уилсън (на английски: Robert Woodrow Wilson) е американски физик, носител на Нобелова награда за физика за 1978 година.

## Биография
Роден е на 10 януари 1936 година в Хюстън, САЩ. Учи в университета Райс (на английски: Rice University) и Калифорнийския технологичен институт.
През 1964 по време на разработване на нова антена за Bell Labs Уилсън и Арно Алън Пензиас откриват по случайност космическото микровълново фоново излъчване (реликтово излъчване), важно доказателство за Теорията на Големия взрив. За това откритие те получават през 1978 година Нобелова награда за физика, която споделят с Пьотър Капица.